# Piotr Woźniakowski
Piotr Woźniakowski (ur. 22 maja 1831 w Krakowie, zm. 13 marca 1890 w Dębicy) – polski aktor.

## Życiorys
Zadebiutował w roku 1850 w Krakowie w teatrze krakowskim. Rok później zaangażował go Tomasz Borkowski do swojego teatru prowincjonalnego. W latach 1851–1852 grali m.in. w Stanisławowie, Tarnopolu, Czerniowcach. W roku 1854 Witalis Smochowski zaangażował go do teatru lwowskiego, gdzie grał do odejścia Smochowskiego z teatru (w roku 1863/64). Następnie wyjechał z teatrem prowincjonalnym Lucjana Eisenbach-Ortyńskiego do Czerniowiec.
W maju 1864 roku sam zorganizował zespół teatralny, z którym objeżdżał przez dwa lata Galicję (wystąpił m.in. w: Zaleszczykach, Kołomyi, Tarnopolu, Brzeżanach, Złoczowie, Samborze, Stryju, Rzeszowie, Przemyślu, Czerniowcach, Brodach…). Zimą 1866 wystąpił z Józefem Bendą w Jarosławiu i w trupie Konstantego Łobojki w Przeworsku.
W maju 1867 udało mu się zorganizować drugi zespół teatralny, z którym grał w całej Galicji aż do roku 1878 objeżdżając kilkakrotnie wszystkie miasta (występował także w Tarnopolu, Przemyślu, Rzeszowie, Tarnowie, Brodach, Stanisławowie, Czerniowcach, Stryju, Samborze itd.).
Zimą roku 1878 rozwiązał zespół, a sam zagrał w grupie teatralnej Leona Stępowskiego, w Tarnowie, od którego przejął prowadzenie teatru i wyjechał do Wieliczki. Do roku 1881 (gdzie pojawia się w teatrze Juliana Grabińskiego) wystawiał ze swoim zespołem w Bochni, Mościskach, Cieszynie, Nowym Sączu, Grybowie, latem w teatrze w Krynicy (z Webersfeldem i jesienią 1881 w Rzeszowie. Na początku lat 80. grał trochę na prowincji u Józefy Zipser-Piaseckiej, później znowu u Grabińskiego, wreszcie prowadząc kolejny swój zespół po Galicji (tournée: Rzeszów, Tarnów, Seret, Złoczów, Sokołów Małopolski, Sędziszów…). Edward Webersfeld pisał, że Woźniakowski zmarł w Sędziszowie w roku 1887, jednakże Woźniakowski grał tam jeszcze na początku roku 1890, zaś zmarł dopiero w marcu w Dębicy. Po jego śmierci teatr do roku 1893 prowadziła żona (Bronisława Woźniakowska) powierzając reżyserię Władysławowi Kicińskiemu. Ostatnie lata życia (do 1912) Woźniakowska spędziła u Gabrieli Zapolskiej jako przyjaciółka i pomoc (zarządczyni) domowa.

## Recepcja teatralna
Piotr Woźniakowski przeszedł do historii teatru raczej jako dyrektor teatrów na prowincji i reżyser i organizator życia kulturalnego w Galicji, niż jako aktor. Gabriela Zapolska pisała o nim: „człowiek ten swój genialny talent, wiedzę, zapał, inteligencję, swój majątek włożył w scenę prowincjonalną, na której uczył, kształcił, formował artystów […]. Ja sama to, co umiem najlepszego, zawdzięczam Woźniakowskiemu”. Według Webersfelda „stworzył osobną species aktorów czysto prowincjonalnych, którzy zasilali przez trzy dziesiątki lat wędrowne teatry”.